# 魚美人
『魚美人』（ぎょびじん）は、中国の神話伝説の一つとされている。

## 概要
張珍と金牡丹とは産まれる前からの許婚だったが、張家が没落した結果、金家が張珍を婿にすることを露骨に嫌がった。その扱いに不満を抱いていた張珍は、日々池の鯉に餌やりをして心を慰めていた。しかしその鯉は水底で修行して仙人を目指している鯉であった。鯉はその能力で金牡丹に変化し、張珍を騙して懇ろになった。やがて金家に鯉が変化した牡丹の存在が発覚し、二人は窮地に陥る。蝦の精や螺の精などの仲間による救いの手があったものの、結局鯉は殺されそうになった。しかし、観世音菩薩が鯉の精を救い出して人間に生まれ変わらせた。生まれ変わった鯉の精はやがて張珍と夫婦になった。

## 登場人物
金鯉魚の精
張珍
金牡丹

## 関連作品

### 戯曲・舞踊劇
- 湘劇 - 湖南省の地方劇。魚美人に題材を採った演目がある。

### 映画
- 追魚 - 1959年に発表された越劇映画。主演・徐玉蘭、王文娟
- 魚美人 (映画) - 1964年に発表された香港映画。主演・凌波、監督・高立。

### TVドラマ
- 天地伝説之魚美人 - 台湾・台湾電視公司で2000年に放送された時代劇。　徐懐鈺主演。堂本剛などのオリジナルな人物が登場する。
- 魚美人 (テレビドラマ) - 台湾・中華電視公司で1993年に放送された時代劇。シリーズ『包青天』の第170-175話として放送された。脚本：陳文貴、監督・陳俊良、主演・楊慶煌。

### 音楽
- バレエ組曲『魚美人』（呉祖強・杜鳴心の共作。1958年から1959年）

### ゲーム
- 中式武侠RPG《魚美人》- 2002年に台湾で発売されたPCゲーム。愛勝北研制作、智冠科技発売。